# Muslim Magomajev

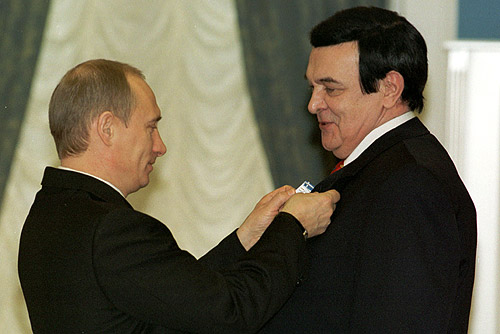
Muslim Magomajev tilldelas Ärans orden av Vladimir Putin 2002.

Muslim Magometovitj Magomajev (ryska: Муслим Магомаев, azerbajdzjanska: Müslüm Məhəmməd oğlu Maqomayev), född 17 augusti 1942 i Baku i Azerbajdzjanska SSR, död 25 oktober 2008 i Moskva i Ryssland, var en sovjetisk opera- och popsångare, mycket populär under 1960-, 1970- och 1980-talen.

## Utmärkelser
Muslim Magomajev har tilldelats flera stora priser, som Folkets artist 1973. 2014 hedrades han genom att en HSLC Crew boat (High Speed Light Craft), som drivs av Caspian Marine Services Limited, namngavs till Muslim Magomeyv.
Asteroiden 4980 Magomaev är uppkallad efter honom.